# 133074 Kenshamordola
133074 Kenshamordola este o planetă minoră (asteroid) din centura de asteroizi. A fost descoperită pe 21 aprilie 2003 la Catalina Station⁠(d) de Catalina Sky Survey. 
Obiectul prezintă o orbită caracterizată de o semiaxă mare de 2,2443694916167 UAi, o excentricitate de 0,14, o înclinație de 3,5 ° în raport cu ecliptica.